# Моцанела
Моцанела је насеље у Италији у округу Лука, региону Тоскана.
Према процени из 2011. у насељу је живело 10 становника. Насеље се налази на надморској висини од 434 м.